# Сересінос-де-Кампос
Сересінос-де-Кампос (ісп. Cerecinos de Campos) — муніципалітет в Іспанії, у складі автономної спільноти Кастилія-і-Леон, у провінції Самора. Населення — 362 особи (2010).
Муніципалітет розташований на відстані близько 220 км на північний захід від Мадрида, 49 км на північний схід від Самори.

## Демографія
Динаміка населення (INE ):